# Jolyon Palmer
Pour les articles homonymes, voir Palmer.
Jolyon Palmer, né le 20 janvier 1991 à Horsham, est un pilote automobile britannique. Il est le fils de Jonathan Palmer. Vainqueur du championnat de GP2 Series 2014, il fait ses débuts en Formule 1 en 2016 au sein de l'écurie Renault F1 Team.

## Biographie

### Débuts en sport automobile
Jolyon Palmer fait ses débuts en compétition automobile en T Cars en 2005. En trois saisons, il remporte deux victoires. Il passe, de 2007 à 2009, en Formule Palmer Audi et remporte quatre victoires pour une troisième place finale en 2008.
En 2010, grâce à ses cinq victoires, il devient vice-champion de Formule 2 et peut accéder aux GP2 Series. Après une saison en fond de grille, il remporte, en 2012, sa première victoire et, la saison suivante, remporte deux autres victoires.

### Sacre en GP2 Series
En 2014, il devient, avec l'écurie française DAMS, le premier champion anglais de GP2 Series depuis Lewis Hamilton (en 2006) devant Stoffel Vandoorne. Qualifié en première ligne sept fois, il remporte quatre courses (à Bahreïn, Monaco, Monza et Sotchi) et monte à huit autres reprises sur le podium. Il participe aux essais privés d'Abou Dabi avec Force India où il teste les gommes Pirelli pour 2015.

### 2015-2017: essayeur puis titulaire chez Renault F1 Team
En 2015, Jolyon Palmer devient troisième pilote chez Lotus F1 Team après avoir remporté le titre en GP2 Series. Il remplace Romain Grosjean lors de nombreuses séances en vue d'acquérir de l'expérience en Formule 1 car, depuis 2009, un pilote ne peut pas s'entraîner sur un circuit pour acquérir de l'expérience en dehors des essais privés et des weekends de Grand Prix.
Le 24 octobre 2015, Lotus F1 Team annonce sa titularisation pour la saison 2016. En décembre 2015, répondant aux critères souhaités par Pirelli grâce à son expérience acquise tout au long de l'année durant les essais libres, il teste, avec Lotus F1 Team, les pneus prévus pour 2016 durant un programme de douze heures d'affilée le mardi suivant le Grand Prix d'Abou Dabi.
Officiellement promu au rang de pilote titulaire pour la saison 2016 après une année d'apprentissage au sein de la structure d'Enstone, Jolyon Palmer est associé à Kevin Magnussen pour le retour de Renault F1 Team en tant qu'équipe à part entière en Formule 1 cinq ans après son départ en 2011. Lors du Grand Prix inaugural, il réalise la surprise lors de sa première séance qualificative, se hissant en Q2 et au quatorzième rang, juste devant son coéquipier. Ambitionnant de terminer dans le Top 10 le lendemain, il échoue de peu à son objectif, terminant son premier Grand Prix à la onzième place, Magnussen le suivant, douzième. Son deuxième Grand Prix, à Bahreïn, est beaucoup plus malheureux, crédité du vingtième temps de la séance qualificative, il rentre au stand avant même le départ pour abandonner sur problème hydraulique. Pour son troisième Grand Prix, en Chine, il termine dernier des vingt-deux pilotes à l'arrivée. S'ensuivent douze Grands Prix durant lesquels il ne parvient pas à faire mieux que onzième en course et doit abandonner à trois reprises.
Il marque son premier point en Formule 1 en terminant à la dixième place du Grand Prix de Malaisie, sa seizième course en Formule 1. Ce sera le dernier point marqué par Renault en 2016. Au Grand Prix du Mexique, malgré son forfait lors des qualifications, il effectue une course solide et termine à la quatorzième place. Renault le confirme alors pour la saison 2017 au côté de Nico Hülkenberg. Il achève sa première saison à la dix-huitième place du championnat avec un point marqué, derrière son coéquipier Magnussen, seizième avec sept points.
Dès les premiers Grands Prix de la saison 2017, son nouvel équipier Hülkenberg prend rapidement la mesure du Britannique et devient le leader de l'équipe, inscrivant régulièrement des points et devançant Palmer à chaque séance qualificative. Après le Grand Prix d'Italie, alors qu'Hülkenberg a déjà inscrit trente-quatre points, le compteur de Palmer est toujours vierge. Ce dernier parvient à inscrire ses premiers points de la saison à Singapour en terminant sixième (sa meilleure performance en Formule 1), mais il est alors trop tard pour sauver sa place chez Renault, Carlos Sainz Jr. ayant été annoncé le 15 septembre pour le remplacer en 2018. Il ne termine pas dans les points des deux Grands Prix suivants et subit toujours la loi d'Hülkenberg, n'étant toujours pas parvenu à le devancer en qualifications après seize Grands Prix.
Finalement, le 7 octobre 2017, Renault annonce que Jolyon Palmer est remplacé par Carlos Sainz Jr. pour les quatre derniers Grands Prix de la saison. Il fait part de son envie d'intégrer le championnat IndyCar en 2018.

## Reconversion
Jolyon Palmer, n'ayant pas trouvé de reconversion en tant que pilote, devient consultant pour la chaîne de radio anglaise BBC Radio 5 Live en 2018, aux côtés de Jennie Gow et Jack Nicholls lors de chaque Grand Prix. Il déclare : « J'ai beaucoup travaillé avec Jennie et Jack mais je suis plus habitué à être jugé par eux. Ce sera génial de rejoindre l'équipe de commentateurs et de pouvoir poser moi-même des questions. Je suis fasciné de voir comment vont évoluer les rivalités entre les équipes et espère pouvoir apporter ma connaissance des personnalités du paddock afin de livrer une certaine lumière sur ces rivalités. » Lors de sa première chronique, Palmer se fait remarquer en s'insurgeant contre le dispositif de sécurité « halo » sur les nouvelles monoplaces qui, selon lui, est totalement inutile et va à l'encontre de la tradition des monoplaces à cockpit ouvert.

## Carrière avant la Formule 1
- 2007 : Formule Palmer Audi (10e avec 2 victoires) ;
- 2008 : Formule Palmer Audi (3e (1 victoire) ;
- 2009 : Formule 2 (21e) ;
- 2010 : Formule 2 (2e avec 5 victoires) ;
- 2011 : 
  - GP2 Series avec Arden International (28e) ;
  - GP2 Asia Series avec Arden International (19e) ;
  - GP2 Final 2011 avec Barwa Addax Team (4e avec 9 points) ;
  - Formule 2 (non classé) ;
- 2012 : GP2 Series avec iSport International (11e avec 78 points, 1 victoire) ;
- 2013 : GP2 Series avec Carlin Motorsport (7e avec 119 points, 2 victoires) ;
- 2014 : GP2 Series avec DAMS (Champion avec 276 points, 4 victoires et 3 pole positions).

## Résultats en championnat du monde de Formule 1
| Saison | Écurie                         | Châssis        | Moteur     | Pneus   | GP disputés | Points inscrits | Classement |
| ------ | ------------------------------ | -------------- | ---------- | ------- | ----------- | --------------- | ---------- |
| 2016   | Renault Sport Formula One Team | Renault R.S.16 | Renault V6 | Pirelli | 20          | 1               | 18e        |
| 2017   | Renault Sport Formula One Team | Renault R.S.17 | Renault V6 | Pirelli | 15          | 8               | 17e        |